# Antigua catedral de San Andrés (Sankt Andrä im Lavanttal)
La iglesia de San Andrés, o antigua catedral de Sankt Andrä im Lavanttal (en alemán: Dom Sankt Andrä o Pfarrkirche St. Andrä im Lavanttal), es el nombre que recibe un templo católico que ahora funciona como iglesia parroquial y está en el extremo sur de la de Sankt Andrä im Lavanttal en el país europeo de Austria.  Destaca pues entre 1228 y 1859 fue la catedral de la diócesis de Lavant.
La primera mención de una parroquia en Lavanttal surge a partir del año 888. La primera mención fiable de la iglesia data de 1145. En 1225 un monasterio agustino fue fundado en Sankt Andrä. En 1859 se creó el obispado de Maribor / Baja Estiria porque la sede fue trasladada ay Maribor y la parte de Carintia de la diócesis fue asignada a la diócesis de Gurk.

## Véase también

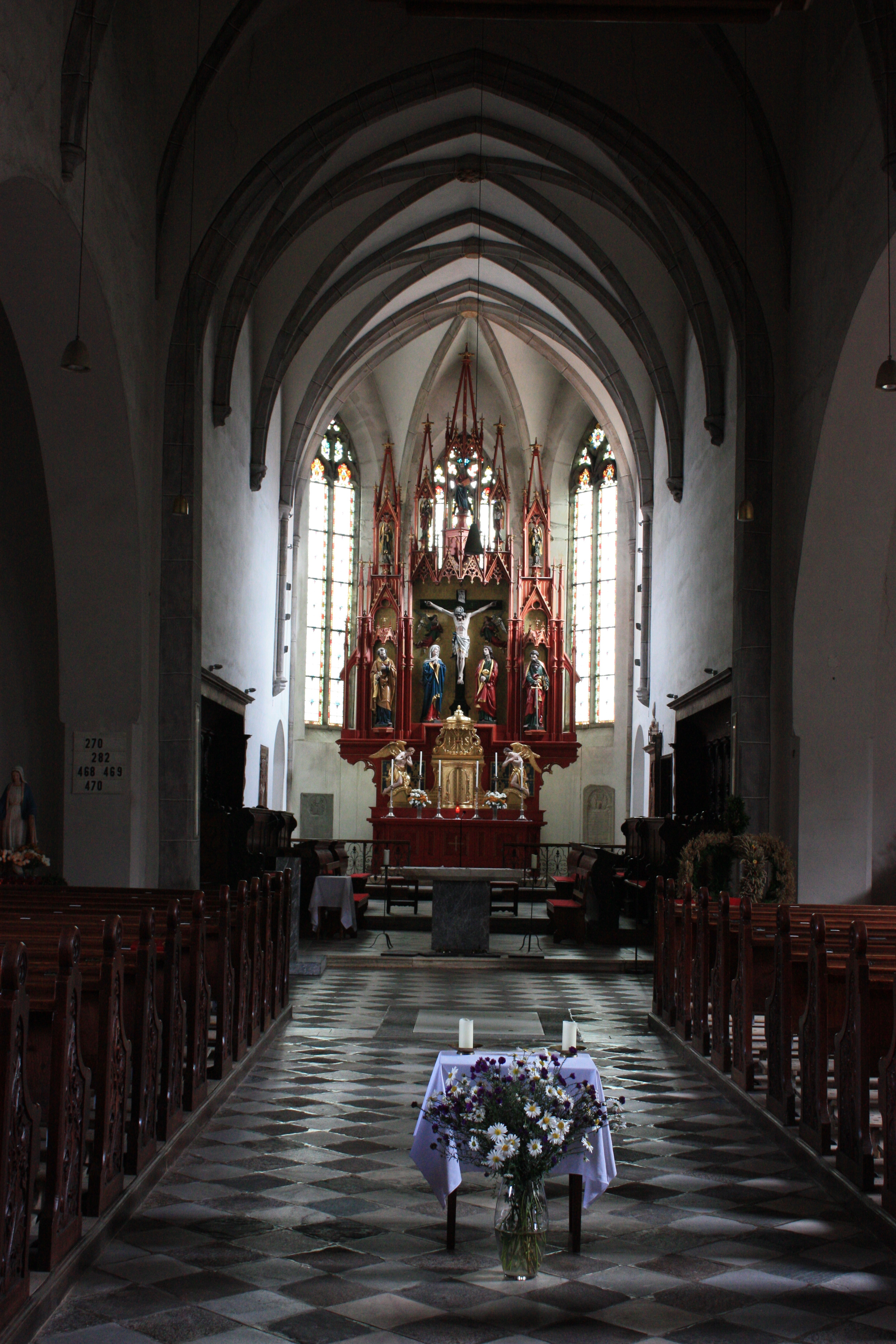
Vista interna